# کاریو سالم
کاریو سالم (انگلیسی: Kario Salem؛ زادهٔ ۲۳ مهٔ ۱۹۵۵) بازیگر و فیلم‌نامه‌نویس اهل ایالات متحده آمریکا است.
از فیلم‌هایی که وی در آن نقش داشته‌است می‌توان به ۱۴۹۲: فتح بهشت، پیروزی روح اشاره کرد. وی همچنین برندهٔ جوایزی همچون جوایز امی ساعات پربیننده شده‌است.